# كونراد شتيلي
كونراد شتيلي (Konrad Stäheli) هو لاعب أولمبي لرياضة الرماية من سويسرا. شارك في الأولمبياد الصيفي في 1900، وفاز بما مجموعه 4 ميداليات.

## الميداليات
| ذهب | فضة | برونز | المجموع |
| 3   | 0   | 1     | 4       |

## روابط خارجية
- كونراد شتيلي على موقع الاتحاد الدولي (الإنجليزية)
- كونراد شتيلي على موقع أوليمبيديا (الإنجليزية)